# Norberg
Pour les articles homonymes, voir Norberg (homonymie).
Norberg est une localité de la commune de Norberg, dont elle est le chef-lieu, dans le comté de Västmanland en Suède.
Sa population était de 4 439 habitants en 2019.

## Personnalité
Le lutteur Axel Grönberg (1918-1988), double champion olympique, est né à Norberg.